# Western Union
The Western Union Company — американская компания, специализирующаяся на предоставлении услуг денежного посредничества. Основана в 1851 году. Является одним из лидеров на рынке международных денежных переводов. В рейтинге Fortune 500 в 2009 году компания заняла 451-ю позицию, переместившись с 473-й строчки в 2008 году. Доходы компании за 2007 год составили $4,9 млрд долларов США, а количество транзакций составило 572 млн. До перехода к денежным переводам компания оказывала услуги в сфере телеграфной связи.
Североамериканская штаб-квартира компании располагается в Гринвуд-Виллидже, Колорадо, а главный офис международной службы маркетинга и коммерческих услуг находится в Монтвейле, Нью-Джерси.

## История

### До телеграфа
Одно из самых ранних описаний прототипа электрического телеграфа было опубликовано в 1753 году в журнале «Scot’s Magazine» по письму «Быстрый способ передачи известий» (англ. «An Expeditious Method of Conveying Intelligence»), полученного редакцией издания от таинственного отправителя — «C.M.». В этом письме был впервые описан практический способ передачи сообщений с применением статического электричества.

### «Вот что творит Бог!»
В 1832 году Сэмюэл Морзе при содействии Альфреда Вейла начал работы по созданию электромеханического телеграфа, который назывался «записывающим телеграфом». Морзе и Вэйл продолжали совершенствовать свою разработку в течение нескольких лет. Однако постепенно они стали чувствовать, что их разработке практически наступали на пятки другие конкурирующие изобретения из Германии, Франции и Англии. Более того, до них дошли сообщения о том, что кем-то из их конкурентов была построена экспериментальная линия длиной в 7,5 миль.
В 1837 году Сэмюэл Морзе представил документы для регистрации патента на своё изобретение в Патентное бюро. Метод работы телеграфного аппарата Морзе для передачи сигнала по электрическим каналам связи заключалась в прерывании течения электрического тока на более короткие и более длинные периоды времени специальной клавишей на устройстве. Получающиеся таким образом длинные и короткие сигналы, так называемых «тире» и «точки» (а также паузы, разделяющие буквы) по специальной таблице кодов переводились в слова. В 1838 году Морзе завершил разработку телеграфного аппарата и создал свою компанию, взяв в партнёры Альфреда Вейла и Леонарда Гейла.
В 1843 году Морзе получил субсидию от Конгресса в размере 30 тыс. долларов для строительства первой телеграфной линии от Балтимора до Вашингтона. Однако, к сожалению, он не был проницательным бизнесменом и не обладал практическим планом сооружения линии. После неудачной попытки прокладывания телеграфного кабеля под землёй совместно с Эзрой Корнеллом, изобретателем траншейного плуга, который одновременно рыл траншею, укладывал кабель и закапывал траншею, Морзе переключился на возведение телеграфных столбов вместо траншей, что было более удачным решением. Удачность решения была обусловлена дешевизной и скоростью прокладки линий, так как телеграфные провода подвешивались к столбам оголёнными, без дорогостоящей изоляции. 24 мая 1844 года из здания Верховного суда в Капитолии Морзе отправил сообщение в Балтимор своему компаньону Альфреду Вэйлу: «What hath God wrought!» (рус. Вот что творит Бог!; фраза из «Книги Чисел»).
В 1845 году Морзе нанял к себе в компанию бывшего генерального почтмейстера в кабинетах президентов Эндрю Джексона и Мартина Ван Бюрена — Амоса Кендалла — на должность агента по поиску потенциальных покупателей телеграфа. Кендалл осознал истинную ценность разработки Морзе и ему не составило труда убедить остальных в её потенциале для получения прибыли. К началу осени этого же года он привлек небольшую группу инвесторов. Была создана Magnetic Telegraph Company и группой инвесторов было открыто финансирование для компании в размере 15 тыс. долларов. В то же время было создано много других телеграфных компаний, так как Морзе продавал лицензии на свою разработку кому только мог.
Компанией Magnetic Telegraph Company весной 1846 года была построена и введена в эксплуатацию первая коммерческая телеграфная линия между Вашингтоном и Нью-Йорком. Сразу после этого экс-конгрессмен, Фрэнсис Смит — один из владельцев прав на патент — построил линию между Нью-Йорком и Бостоном. Многие из тех ранних компаний имели лицензии, которые им выдавали владельцы патентов Сэмюэля Морзе.
К 1851 году на территории Соединённых Штатов Америки существовало около 50 независимых телеграфных компаний. Такое изобилие компаний на телеграфном рынке было обусловлено тщетными попытками владельцев патентов на телеграфную связь убедить правительство США и правительства других стран в потенциальной перспективности изобретения. В частном секторе у владельцев патентов возникли затруднения в убеждении капиталистов в большой коммерческой ценности изобретения. Поэтому это привело к тому, что лицензии на телеграфную связь продавались всем желающим предпринимателям, которые создавали отдельные компании и потом строили независимые телеграфные линии в разных частях Соединённых Штатов.

### Основание компании
Хайрам Сибли приехал в Рочестер, Нью-Йорк, чтобы заниматься банковской деятельностью и недвижимостью. Позже он был избран шерифом графства Монро, Нью-Йорк. В Рочестере он был представлен судье Сэмюэлю Селдену, который владел правами на патенты на телеграф Рояла Хауса. В 1849 году Селден и Сибли создали New York State Printing Telegraph Company, но они поняли, что столкнутся с сильной конкуренцией со стороны успешно развивающейся компании New York, Albany, and Buffalo Telegraph.
После анализа конкурентной среды Селден предложил вместо создания новой телеграфной линии бросить усилия на приобретение всех телеграфных компаний западнее Буффало и объединить их в единственную единую систему.
Селден обратился к нью-йоркским влиятельным бизнесменам с просьбой профинансировать новое дело в обмен на долю в бизнесе. В апреле 1851 года компаньоны зарегистрировали в Олбани New York and Mississippi Valley Printing Telegraph Company (NYMVPTC), в которую вошла созданная двумя годами ранее New York State Printing Telegraph Company.

### Развитие

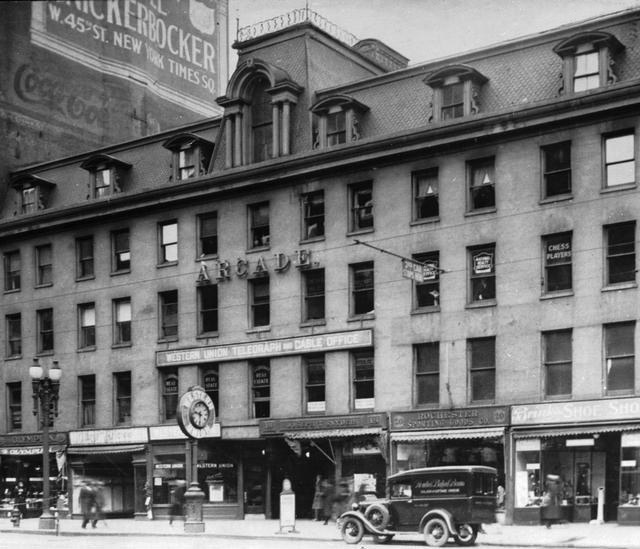
Первые офисы компании располагались в здании Reynolds Arcade в Рочестере, Нью-Йорк. Вывеска над главным входом в здание — «Western Union Telegraph and Cable Office» (1932)

В 1856 году, через 7 лет после основания New York State Printing Telegraph Company, компания сменила вывеску на Western Union Telegraph Company. По мнению её основателей, новое название («Western Union» переводится на русский как «Западный союз») отражало цели компании — объединение телеграфных линий на западе Соединённых Штатов. За три года (1851—1854) количество телеграфных офисов Western Union увеличилось со 132 до 4000, а капитал компании — с 220 тыс. до 48 млн долларов.
В пяти штатах на западе Соединённых Штатов действовали две конкурирующие системы телеграфной связи, принадлежащие 13 разным компаниям. Стоимость телеграфных услуг, несмотря на конкуренцию, была очень высока — небольшая телеграмма стоила около 20 долларов. Разочаровавшись в малодоходном телеграфном бизнесе, владельцы этих компаний с радостью приняли предложение Хайрама Сибли купить их дело. В том же году Сибли удалось выкупить патент на телеграф Морзе, на тот момент самый совершенный.

#### Строительство первой трансконтинентальной линии
Со вспышкой гражданской войны оперативная связь с дальним западом стала более необходима. Единственным возможным вариантом связи с землями за пределами реки Миссури был Pony Express. Используя такой способ передачи сообщений, требовалось 10 дней для доставки телеграмм и писем от Сент Джозефа до Сакраменто, Калифорния. В 1860 году Конгресс выпускает Pacific Telegraph Pact, предписывающий организацию тендера на создание трансконтинентальной линии.
Несмотря на то, что телеграфная линия была чрезвычайно необходима, сама затея о её строительстве казалась невозможной, так как предстояло протянуть 2000 миль по горам и равнинам. Другие телеграфные компании отказались принимать участие в этом мероприятии. Даже президент Авраам Линкольн тогда говорил президенту компании Хайраму Сибли о том, что это безумная затея, так как даже если линию удастся завершить, то индейцы её разрушат. Инженеры предрекали проекту срок в 10 лет, однако Эдвард Крэйтон — молодой и находчивый агент компании Вестерн Юнион пересёк замёрзшие реки и безлюдные равнины для того, чтобы наметить несколько путей, по которым мог пойти телеграфный маршрут. В дальнейшем выбрав нужный вариант, который шёл примерно в одинаковом направлении с маршрутом пони-экспресс, он собрал 2 бригады рабочих. Руководителем «восточной бригады» был он сам, «западной бригадой» руководил Джеймс Гэмбл. Первые телеграфные столбы были установлены 4 июля 1861 года. Крэйтону и Гэмбэллу удалось убедить местных жителей (индейцев) в том, что телеграф был голосом великого духа Маниту и ему нельзя причинять вред. Бригаму Янгу удалось выбить контракт для мормонских подрядчиков на протяжку столбов вдоль сотен миль по этим пустынным равнинам. Каждый день линия прибавляла в среднем 10—12 миль.

#### Объединение нации
Телеграфные провода были соединены в единую линию 24 октября 1861 года в Солт-Лейк-Сити. На строительство было затрачено всего 112 дней. Через 2 дня правительство США остановило деятельность Pony Express и предпочло «молниеносные линии» для пересылки сообщений по континенту.
Когда телеграф достиг Солт-Лейк-Сити с востока 17 октября 1861 года Бригам Янг незамедлительно телеграфировал президенту Аврааму Линкольну о том, что несмотря на слухи штат Юта не вышел из Союза. В то же время первая трансконтинентальная телеграмма, посланная президенту Аврааму Линкольну верховным судьёй Стефеном Филдом, докладывала о том, что Калифорния останется в Союзе.

#### Открытие новых маршрутов телеграфа
Первые трансатлантические телеграммы, которыми обменялись президент США Джеймс Бьюкенен и королева Великобритании Виктория, посылались по подводным линиям, которые строил Сайрус Филд. Однако данные подводные линии просуществовали недолго из-за несовершенства технологии их строительства и вскоре перестали работать. В 1864 году, опасаясь прокладки длинных подводных линий, Вестерн Юнион предложила осуществить прокладку телеграфных линий в Европу через Русскую Аляску под узким Беринговым проливом и далее по территории Сибири с разветвлением в важнейшие города Европы.
Линейные монтёры компании начали устанавливать телеграфные столбы в Аляске вдоль тихоокеанского побережья, причём территории, где происходила прокладка линии, не были картографированы. Но в 1866 году проект был заморожен в связи с успешной прокладкой конкурирующими компаниями двух новых трансатлантических линий по новой, более надежной технологии. Тем не менее, неуспешное предприятие преподнесло приятный сюрприз Правительству Соединённых Штатов. Во время переговоров Хайрама Сибли с премьер-министром Российской империи по вопросу строительства линии по её территории, президент Вестерн Юнион сообщил ему, что компания Hudson Bay требует 6 млн долларов за право прокладки телеграфа по её территории, на что премьер воскликнул: «Мы продадим вам Аляску за примерно ту же сумму!». Сибли по данному факту проинформировал президента США Франклина Пирса. Полагаясь на тщательно собранную информацию компанией по запасам минерального сырья, а также огромных лесных ресурсов, правительство Соединённых Штатов приняло решение приобрести территории Русской Америки за 7,2 млн долларов. Сделка по продаже Аляски состоялась 18 октября 1867 года. В этой связи Конгресс предоставил Вестерн Юнион право прокладки линий вдоль военных и почтовых путей, включая линии железнодорожного сообщения. Немногим позже Вестерн Юнион разработала собственную технологию прокладки подводного кабеля. На протяжении всей первой половины XX века компания управляла собственным флотом кабелеукладчиков и были первопроходцами в использовании многих новых технических достижений.

#### Расширение внутри страны
| Год  | Протяжённость линий (в милях) | Протяжённость кабеля (в милях) | Количество офисов | Количество отправленных телеграмм | Прибыль (млн долл.) |
| ---- | ----------------------------- | ------------------------------ | ----------------- | --------------------------------- | ------------------- |
| 1866 | 37 380                        | 75 686                         | 2 250             |                                   |                     |
| 1867 | 46 270                        | 85 291                         | 2 565             | 5,879 млн                         | 2,625               |
| 1868 | 50 183                        | 97 594                         | 3 219             | 6,405 млн                         | 2,642               |
| 1869 | 52 099                        | 104 584                        | 3 607             | 7,935 млн                         | 2,749               |
| 1870 | 54 109                        | 112 191                        | 3 972             | 9,158 млн                         | 2,228               |
| 1871 | 56 032                        | 121 151                        | 4 606             | 10,646 млн                        | 2,533               |
| 1872 | 62 033                        | 137 190                        | 5 237             | 12,444 млн                        | 2,790               |
| 1873 | 65 757                        | 154 472                        | 5 740             | 14,457 млн                        | 2,758               |
| 1874 | 71 585                        | 173 735                        | 6 188             | 16,329 млн                        | 2,507               |
| 1875 | 72 833                        | 179 496                        | 6 565             | 17,154 млн                        | 3,229               |
| 1876 | 73 532                        | 183 832                        | 7 072             | 18,730 млн                        | 3,400               |

В 1866 году компания представила тикерный аппарат.
В этом же году Джепта Уэйд сменил Хайрама Сибли на посту президента компании. Вместе с президентом конкурирующей компании The United States Telegraph Company — Уильямом Ортоном — Уэйд продолжал осуществлять успешные попытки по консолидации компаний телеграфных услуг. А в апреле 1866 года между компаниями было достигнуто соглашение, согласно которому The United States Telegraph Company стала частью компании The Western Union Telegraph Company. За акции поглощённой компании было заплачено 3,885 млн долларов США. В июле 1867 года Уэйд отказался от переизбрания на пост президента компании и его место занял бывший глава поглощённой компании — Ортон.
В 1870 году была представлена служба времени.
В октябре 1871 года компанией начали предоставляться услуги денежных переводов с опорой на собственную разветвлённую телеграфную сеть. Прибыль, полученная от предоставления данного сервиса превзошла ожидания компании. В первые девять месяцев она составила $8,9 тыс., а по итогам 1892 года она составила $58 тыс. В том самом году компания обработала 20 тыс. денежных переводов на сумму $1,6 млн при средней его сумме в размере $80. К 1876 году бизнес денежных переводов расширился до 37 190 переводов в год на общую сумму $2,624 млн при средней сумме перевода, составлявшей $70.

В 1877 году, начиная с сентября у жителей Нью-Йорка появилась возможность сверять время на своих часах с «шаром времени», который располагался на крыше построенной в том же году новой корпоративной штаб-квартиры компании — Western Union Building. Здание, располагавшееся на улице 195 Broadway, насчитывало 10 этажей и в то время считалось самым высоким в Нью-Йорке и вообще в Соединённых Штатах. С дистанции шар казался сплошной сферой, но на самом деле он представлял собой дюжину медных пластин в форме полуокружности для уменьшения сопротивления ветра. За пять минут до полудня специальный служащий поднимал шар до почти самого верха конструкции, напоминающей шпиль. 

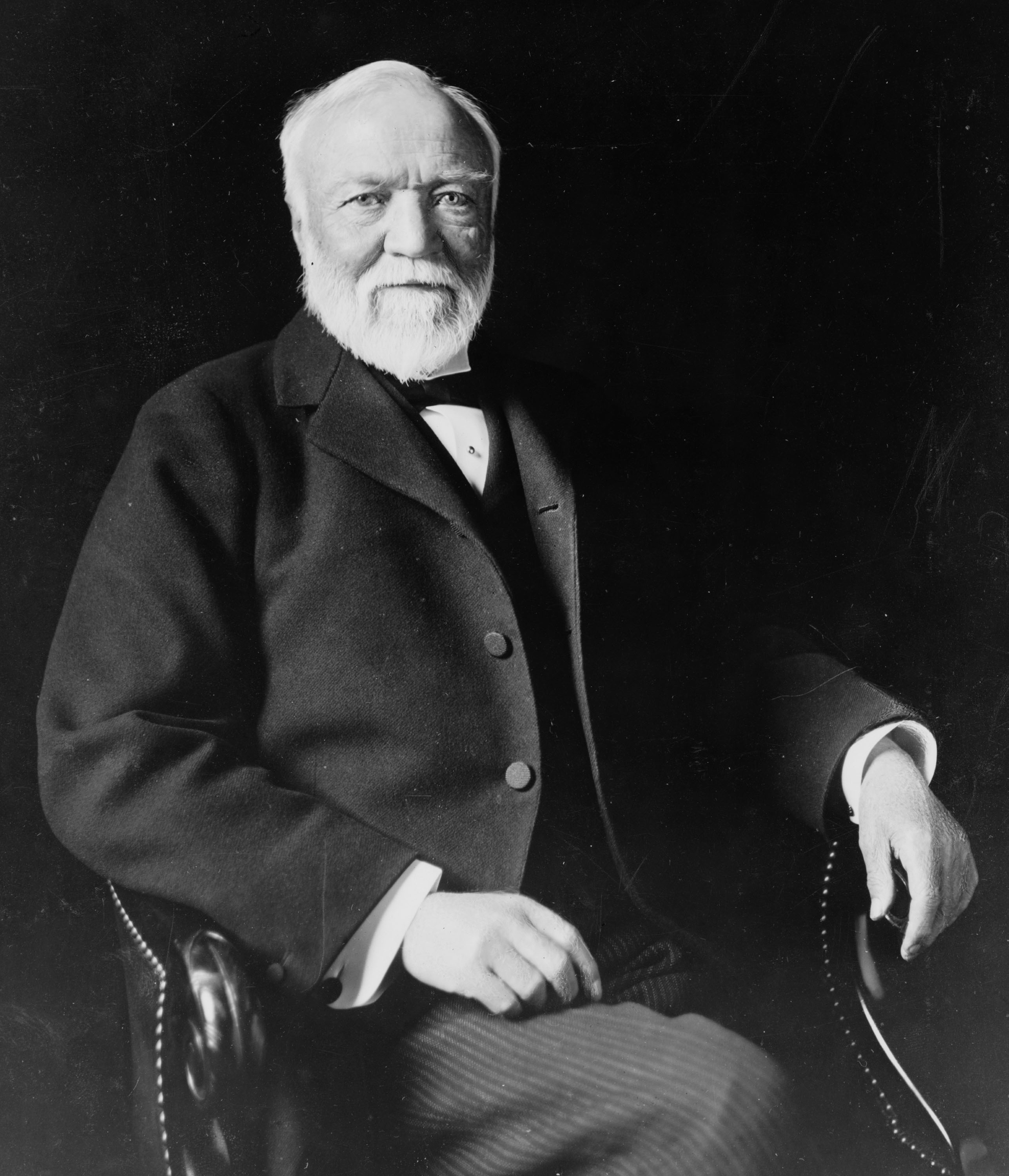
Эндрю Карнеги, став крупным сталепромышлеником и мультимиллионером, свою карьеру начинал в компании Western Union

За две минуты до полудня в Морскую обсерваторию США в Вашингтоне телеграфировался сигнал о статусе положительной готовности шара для спуска. После этого шар поднимался на самый верх металлического шпиля на высоту 315 футов над уровнем улицы. Ровно в полдень оператор из обсерватории в Вашингтоне активировал спусковой механизм и шар падал вниз по всей длине шпиля — 23 фута. Когда шар достигал нижней части шпиля сигнал о том, что шар успешно опустился, автоматически телеграфировался в обсерваторию. В случае же если по каким-либо причинам шар не активировался для спуска в полдень, то поднимался красный флаг и постепенно припускался в период с 12:01 до 12:10 пополудни. Сигнал о наступлении полудня также использовался мореплавателями для сверки своих хронометров для точной навигации в море. Аналог американского «шара времени» располагался в Англии в Королевской обсерватории в Гринвиче. Услуга «телеграфного времени», после её запуска в 1870 году для стандартизации времени по всей стране, стала особенно востребована после того, как в 1883 году в Соединённых Штатах была официально внедрена система часовых поясов из-за возникшей необходимости более точной и удобной системы синхронизации в связи с развитием железных дорог и систем связи. Предоставление услуги сообщения времени принесло компании имя — «Хранитель времени нации». Это имя компания носила по праву в течение почти всего следующего века.
Ещё одним важным событием 1877 года в истории компании стало поглощение The Atlantic and Pacific Company путём выкупа 75 202 акций конкурирующей организации. Компания была основана в 1875 году и контролировалась Джеем Гулдом, Сиднеем Диллоном, Оливером Эймсом и другими. На пост президента новосозданной компании был приглашён Томас Экерт, который покинул службу в компании Western Union ради должности в новой компании. Между компаниями обострилась тарифная война, которая продлилась многие годы.
После того как Александр Белл основал с партнёрами компанию по предоставлению телефонных услуг и, глядя на то, с какой скоростью их бизнес расширяется, Western Union поменяла своё отношение к телефону, ранее считая его бесперспективным изобретением. Тогдашнему главе компании — Уильяму Вандербильту, сыну знаменитого железнодорожного магната Корнелиуса Вандербильта, пришла в голову мысль опередить компанию Белла по темпам развития новой услуги. Мощным преимуществом Western Union являлась широкая сеть телеграфных линий, опутывавших Северную и Южную Америки и Атлантический океан, а также монополии на сети придорожных отелей и железнодорожных станций. Western Union инициировала проект по созданию собственного устройства голосовой связи, к участию в котором были подключены Элиша Грей, Томас Эдисон и другие изобретатели. Они смогли усовершенствовать схему телефона за счёт использования углеродного передатчика и индукционной катушки, что способствовало более громкому и чёткому сигналу. Технические улучшения и существующая инфраструктура сделали бы в перспективе компанию лидером в сфере телекоммуникаций — если бы в 1879 году компания не проиграла в суде патентный спор против Белла. При этом в 1876 году Белл предлагал Western Union выкупить у него патент на изобретение телефона за 100 тыс. долларов США. Безуспешно потратив несколько миллионов долларов на попытки опротестовать решение суда, руководство Western Union решило сосредоточиться на расширении телеграфного бизнеса.
3 июля 1884 года акции компании были включены в базу расчёта только что появившегося фондового индекса Dow Jones Transportation Average. В базу расчёта указанного индекса также были включены акции девяти компаний, связанных с железнодорожными перевозками, и одной судоходной компании.

### 1901—1950

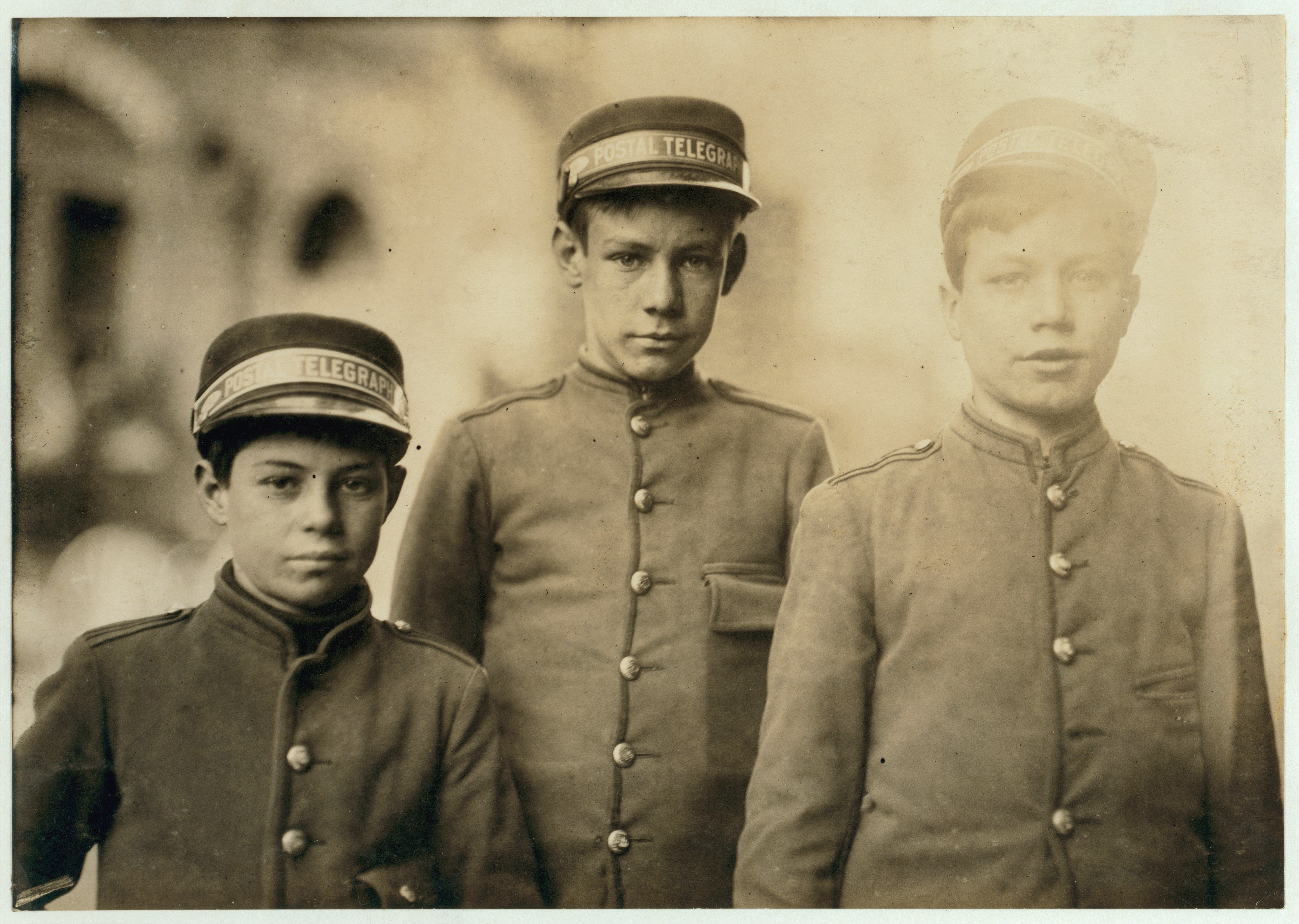
Посыльные компании Postal Telegraph (1910-е), объединившейся с Вестерн Юнион в 1943

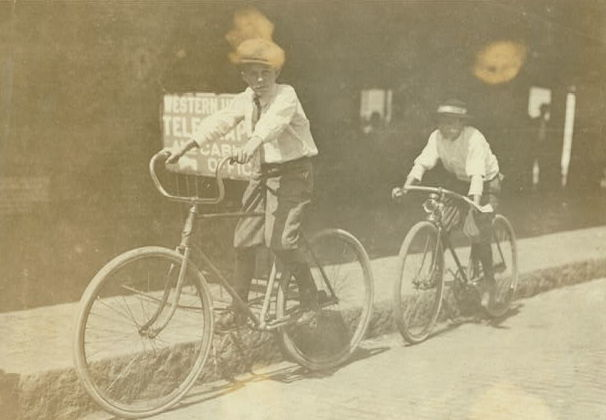
Уилбер Болд, 12-летний посыльный компании Western Union (1911 год, Тампа, Флорида)

Телеграмма Western Union (1935 год)

- 1914 год — вводятся потребительские платежные карточки.
- 1920 год — внедрён телетайп, с помощью которого были объединены филиалы и отдельные компании.
- 1933 год — изобретены поющие телеграммы.
- 1935 год — введена в эксплуатацию первая внутригородская факсимильная связь.
- 1943 год — впервые использована коммерческая внутригородская система микроволновой передачи информации.

В годы Второй мировой войны Western Union столкнулась с дефицитом кадров, так как после вступления Соединённых Штатов в войну большинство сотрудников-мужчин ушло на фронт, и компании пришлось в срочном порядке нанимать и быстро обучать женщин операционным навыкам, отправке сообщений, установке оборудования. В 1943 году компания слилась со своим давним конкурентом Postal Telegraph. Компании пришлось серьёзно вложиться в модернизацию телеграфных сетей соперника, так как линии были несовместимы со стандартами Western Union. В военное время через телеграфные сети Western Union было послано 314 миллионов слов. Компания обеспечивала бесперебойную связь между правительственными агентствами Лондона и Вашингтона. Даже в эти годы услуги по переводу денежных средств были востребованы. В 1944 году Western Union осуществила почти 16 тысяч переводов на сумму 716 миллионов долларов США. Семьи солдат отправляли деньги на фронт, а военнослужащие, наоборот, посылали средства семьям и знакомым, оставшимся на родине.

### 1951—2000

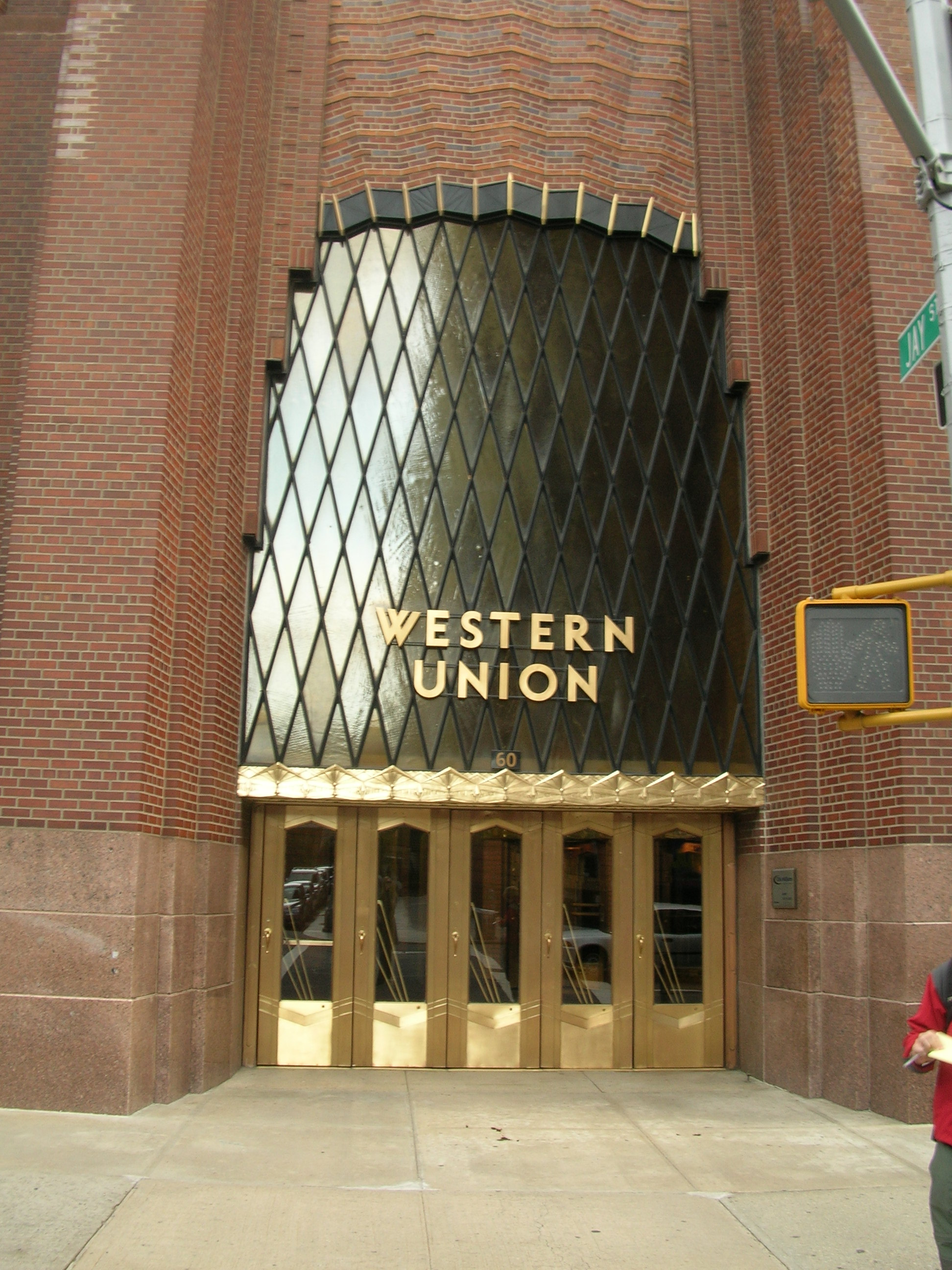
Вход в здание «60 Hudson Street», известное также как «Western Union Building». До 1973 года здание служило штаб-квартирой компании.

- 1958 год — в компании внедрён телекс, с помощью которого осуществляется прямая телетайпная связь между клиентами.
- 1964 год — введена в эксплуатацию трансконтинентальная система микроволновой передачи данных с помощью радиоволн, полностью заменяющую паутину телеграфных столбов и проводов.
- 1970 год — внедрена новая услуга «Western Union Mailgram» — доставка сообщений по почте на следующий день.
- 1974 год — осуществлён запуск первого на американском континенте коммуникационного спутника «Вестар-1».
- 1980 год — впервые в истории компании доходы от услуг денежных переводов превысили поступления от услуг телеграфа.

В 1988 году компания провела масштабную реорганизацию в ответ на быстро изменяющиеся условия ведения бизнеса. В частности, данная необходимость возникла из-за многих технологических изменений, происходивших в то время. Наименовании компании было изменено с Western Union Telegraph Co. на Western Union Corp.
В 1990 году компания учредила Western Union Financial Services, Inc. в виде дочернего общества, находящегося в полной собственности. В него были переданы операции по осуществлению финансовых транзакций, а также оказанию услуг передачи сообщений.
В 1991 году компания продала некоторые низкорентабельные подразделения компаниям AT&T, GM Hughes Electronics и некоторым другим. В том же году компания изменила наименование на New Valley Corp. В 1993 году компания инициировала процедуру банкротства и немногим позднее после её завершения продала своё последнее из крупных подразделений — Western Union Financial Services Inc. — компании First Financial Management Corp. за $1,19 млрд. В 1995 году First Financial Management была поглощена компанией First Data Corp. (сумма сделки составила $7 млрд), и Western Union Financial Services стала дочерним обществом компании First Data.
- 1998 год — количество пунктов денежных переводов компании по всему миру достигает 50 тысяч. Открываются международные региональные операционные центры в Коста-Рике.
- 2000 год — запущен веб-сайт westernunion.com, с помощью которого клиенты из некоторых стран могут самостоятельно осуществлять денежные переводы онлайн.

### 2001 — настоящее время
| Год  | Количество пунктов | Общее число транзакций | Количество C2C транзакций | Количество C2B транзакций |
| ---- | ------------------ | ---------------------- | ------------------------- | ------------------------- |
| 2002 | 151.000            |                        |                           |                           |
| 2003 | 182.000            | 260,4 млн              | 81,0 млн                  | 179,4 млн                 |
| 2004 | 219.000            | 289,2 млн              | 96,7 млн                  | 192,6 млн                 |
| 2005 | 270.000            | 333,6 млн              | 118,6 млн                 | 215,1 млн                 |
| 2006 | 300.000            | 396,4 млн              | 147,1 млн                 | 249,4 млн                 |
| 2007 | 335.000            | 572,3 млн              | 167,7 млн                 | 404,6 млн                 |

2 октября 2006 года компания осуществила первичное публичное предложение акций на Нью-Йоркской фондовой бирже, став независимой от First Data компанией. На рынке было размещено около 765 млн обычных акций компании. В первый же день торгов на бирже акции компании выросли на 3,3 % и их стоимость достигла $19,96. Разделение компаний преследовало две цели: во-первых, дать Western Union возможность развиваться интенсивнее, а во-вторых, помочь First Data вернуться к своей изначальной деятельности (в 1992 году компания выделилась из платежной системы American Express в качестве самостоятельной финансовой компании).
В 2007 году компания осуществила 167,7 миллионов операций по денежным переводам между физическими лицами и 404,6 миллионов транзакций между физическими и юридическими лицами. Количество активных держателей «Золотых карт» составило 9,5 миллионов человек по всему миру.
В феврале 2009 года компания заключила соглашение с компанией Fexco о приобретении 100 % акций последней за $159,9 млн. Сделка позволила Western Union непосредственно контролировать более 10 тыс. пунктов обслуживания, которые принадлежали Fexco в 7 странах Европы (Великобритании, Испании, Ирландии, Швеции, Норвегии, Дании и Финляндии).

## Руководство
В разные годы президентами Western Union являлись:
- Хайрам Сибли (1856—1866)[20]
- Джепта Уэйд (1866—1867)[9][21]
- Уильям Ортон (1867—1878)[21]
- Норвин Грин (1878—1893)[22]
- Томас Экерт (1893—1902)[23]
- Роберт Клоури (1902—1910)[23][24]
- Теодор Вэйл (1910—1914)[24][25]
- Ньюкомб Карлтон (1914—1933)[26]
- Рой Уайт (1933—1941)[27][28]
- Альберт Уильямс (1941—)[28]

…
- Рассел Макфол (1965—1979)[29]
- Роберт Фланаган (1979—1984)[29][30]
- Роланд Бернер (1984)[30]
- Роберт Левентал (1984—1988)[30]
- Роберт Амман (1988—1994)[31]

…
- Алан Зильберштейн (2000—2001)[32]

…
- Кристина Голд (2006 — 31 августа 2010)[33][34]
- Хикмет Эрсек (1 сентября 2010 —)[34]

## Деятельность

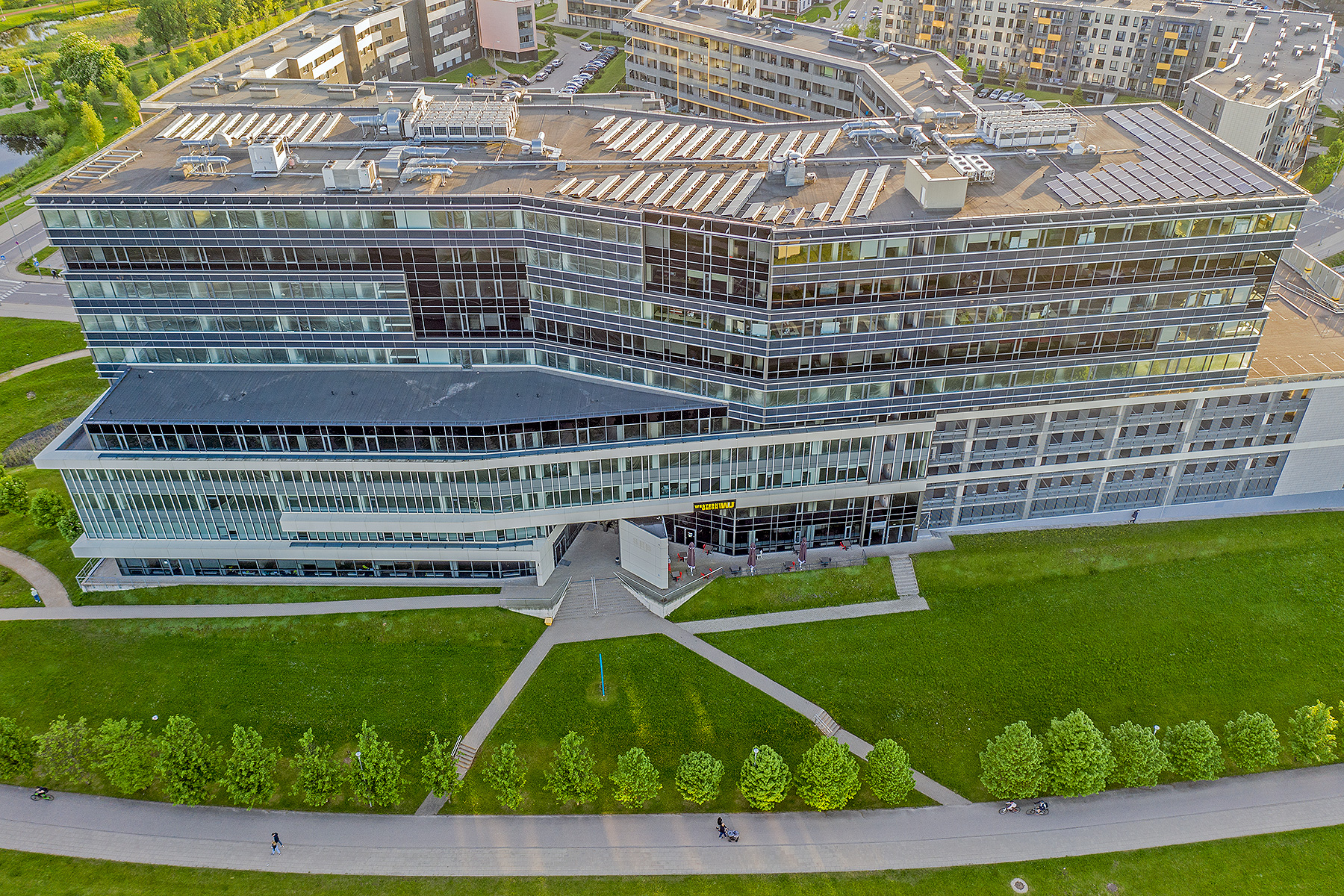
Европейский региональный операционный центр Western Union в Вильнюсе

На конец 2012 года компания насчитывала около 510 тыс. пунктов обслуживания более чем в 200 странах мира. Около 663 млн транзакций было осуществлено за 2012 год. Количество отделений в пределах СНГ — более 35 тыс.
В 2012 году выручка Western Union составила $5,7 млрд, а чистая прибыль достигла $ 1,03 млрд.

### Правительственные и оборонные заказы
Важное место в перечне услуг компании занимает обслуживание заказов Федерального правительства и Вооружённых сил США. В годы Холодной войны компания нередко входила в сотню крупнейших подрядчиков военно-промышленного комплекса США по объёму военных заказов (1963 — № 74, 1964 — 55, 1965 — 55, 1967 — 79, 1968 — 70) и в пятёрку крупнейших подрядчиков Агентства военной связи США (будучи на втором месте после AT&T). По заказу последнего Western Union занималась администрированием по контракту системы секретной связи AUTODIN в структуре глобальной системы связи Министерства обороны США (девять информационных центров системы размещались на различных авиабазах ВВС США). В перечень услуг входили разработка и создание программно-аппаратных комплексов связи, проектно-изыскательские и пусконаладочные работы на местах, техническое обслуживание засекречивающей аппаратуры связи, терминалов, коммутаторов и других объектов инфраструктуры связи в США и за рубежом. Western Union и AT&T практически монополизировали систему наземных линий военной и правительственной телеграфной связи в континентальных штатах, сдавая её объекты в лизинг федеральным структурам — ВВС и Армии США, — по протяжённости линий фиксированной связи, количеству станций связи и привлечённого персонала с двумя этими компаниями соперничать в США никто не мог, поэтому образовалась естественная монополия, занимавшаяся предоставлением услуг государственной важности. После начала эры спутниковой связи, компания была среди учредителей COMSAT (вместе с RCA, ITT и AT&T), а затем добивалась демонополизации сферы спутниковой связи. Тем временем, конкурирующей компании ITT удалось вытеснить Western Union с рынка международных услуг телеграфной связи, пролоббировав соответствующее решение судебных органов США. Между тем, у Western Union была наготове трансконтинентальная система микроволновой связи (transcontinental microwave beam system), создававшаяся ею ещё с начала 1960-х гг.

### Western Union в России
В России компания (посредством дочерней ООО "НКО «Вестерн Юнион ДП Восток», которой полностью владеет Western Union Financial Services Eastern Europe LLC) начала оказывать услуги по переводу денежных средств в октябре 1991 года. В 2006 году компания заключила соглашение с ФГУП «Почта России» об открытии 2,5 тыс. пунктов обслуживания компании в отделениях почты.
По состоянию на 2008 год количество пунктов обслуживания компании составило более 12 тыс.. Контролируемая Western Union доля рынка трансграничных денежных переводов в России составляет 14—16 %, что выводит компанию на третье место, после Почты России (33—35 %) и Сбербанка (30—32 %). В июле 2008 года Российская Федерация вошла в число 65 стран, в которых действует программа лояльности «Золотая карта Western Union», направленная на поощрение постоянных клиентов.
Прибыль ООО «НКО «Вестерн Юнион ДП Восток» после налогообложения по РСБУ в 2011 году составила 257,2 млн руб. по сравнению с 209,5 млн руб. в 2010 году.
В феврале 2022 года компания объявила об отказе от денежных переводов на территории России с апреля того же года из-за невостребованности услуги.

#### Корпоративное управление в России
И. о. президента ООО "НКО «Вестерн Юнион ДП Восток» с марта 2012 года является Михаил Бабиренко.
Предыдущим президентом компании был Дмитрий Вечканов, который занимал данный пост с июля 2009 года.

### Western Union на Украине
На Украине первый пункт обслуживания Western Union появился в 1993 году. Партнёром выступила компания «Украинская финансовая группа»..

## Спонсорство и благотворительность
Western Union являлась главным спонсором австралийской регбийной команды Sydney Roosters в период с 2002 по 2003 год. Компания по-прежнему[когда?] поддерживает команду, но уже не в качестве главного спонсора.
После произошедшего землетрясения в Индийском океане в 2004 году фондом First Data Western Union Foundation были пожертвованы средства в виде финансовой помощи пострадавшим в природном катаклизме в размере 1 млн долларов США.
Летом 2012 года компания стала партнёром второго по значимости континентального клубного турнира Лиги Европы. Соглашение вступило в силу 10 июля и продлилось до окончания сезона Лиги Европы УЕФА-2014/15.

## Аферы
Компания не рекомендует отправлять переводы незнакомым лицам. Несмотря на усилия компании по информированию клиентов о необходимости соблюдать осторожность при отправлении переводов незнакомым лицам или по их просьбе, Western Union используется аферистами для обмана с целью получения финансовой выгоды последними.
В связи с тем, что Western Union не гарантирует исполнение обязательств продавца перед покупателем и наоборот, а также учитывая, что компания не гарантирует доставку оплаченных или предоплаченных товаров, использование денежных переводов Western Union как способа оплаты запрещено крупнейшим онлайн-аукционом Ebay.

## Приостанавливаемые переводы
В соответствии с требованиями минфина США, американским компаниям, в том числе осуществляющим финансовые операции, и гражданам запрещено осуществлять сделки с имуществом, в том числе денежным, с лицами, информация о которых внесена в перечень лиц, в отношении которых применяются санкции. Вестерн Юнион, являясь американской компанией, сверяет имена всех клиентов на предмет их совпадения с именами в указанном перечне, и, в случае совпадения обязана приостановить операцию до подтверждения личности клиента. Кроме того, помимо перечня минфина США существуют другие правительственные списки, с которыми компанией также осуществляется проверка в целях соблюдения законодательства стран, на территории которых компания осуществляет свою деятельность.

## В популярной культуре
- Американской группой Five Americans была записана песня «Western Union», которая достигла пика популярности весной 1967 года, заняв пятую строчку в хит-параде Billboard Hot 100.
- В 1941 году на экраны вышел вестерн режиссёра Фрица Ланга «Western Union». Сюжет картины разворачивается вокруг строительства телеграфной линии «Western Union» от Омахи (штат Небраска) до Солт-Лейк-Сити (штат Юта) в 1861 году.
- В фильме Назад в будущее 2 почтальон из компании Western Union вручает Марти, который находится в 1955 году, письмо из 1885 года и просит подтвердить, что он действительно Марти и у него есть друг Эмметт Браун. Письмо доставляется сразу после того, как в машину времени, в которой находился Эмметт, попадает молния, из-за которой он и оказывается в 1885 году.
- В 2019 году песня под названием «Western Union» вошла в альбом «Trash Island», записанный коллективом Drain Gang.

## Интересные факты
- Известный сталепромышленик, филантроп, мультимиллионер — Эндрю Карнеги — начинал своё восхождение к успеху с должности посыльного в компании Western Union[10].
- Во время переговоров президента компании Хайрама Сибли с Александром Горчаковым по вопросу прокладки телеграфных линий в Русской Америке Western Union было сообщено о желании продать территорию Аляски. Руководство Western Union сообщило о таком желании российской стороны дипломатической службе Соединённых Штатов, так как у компании не было намерения покупать Аляску. На переговоры ушло всего шесть недель и 30 марта 1867 года в Вашингтоне был подписан договор, по которому Соединённые Штаты купили Аляску у России всего лишь за 7,2 млн долларов[59].
- Лишь единожды в истории компании человек, начавший карьеру посыльным Western Union, становился её президентом.
- 131 год понадобился компании, чтобы получить 1 млрд долларов США в виде выручки за один год[29].